# Игнатушкин, Игорь Юрьевич
Игорь Юрьевич Игнатушкин (7 апреля 1984, Электросталь, Россия) — российский хоккеист, нападающий.

## Биография
Родился 7 апреля 1984 года в городе Электросталь. Воспитанник электростальского хоккея. Первый тренер — Равиль Исхаков.
В 17-летнем возрасте дебютировал в команде «Элемаш». В Электростали выступал на протяжении шести лет с кратковременными командировками в «Нефтяник» Лениногорск (в конце сезона 2004/2005) и «Химик» (в начале сезона 2005/2006).
В сезоне 2007/08 подписал контракт с «Амуром», где провёл пять лет. Принял участие в 225 матчах, набрал 68 (38+30) очков, включая плей-офф. В регулярном чемпионате КХЛ 2011/2012 провёл 44 игры, набрал 14 (10+4) очков, в плей-офф — 4 матча и одна результативная передача.
В регулярном чемпионате 2012/2013 провел за «Атлант» 45 игр, набрав 20 очков (8+12), в плей-офф — пять игр без заброшенных шайб и передач.
В регулярном чемпионате 2013/2014 выступал в «Сибири», за которую провел 48 игр, в которых забросил три забитые шайбы и сделал три передачи, в плей-офф — 10 игр и одна шайба.
Следующие три сезона играл в «Сочи». В регулярном чемпионате 2014/2015 провел 60 игр и набрал 27 очков (10+17), в плей-офф — четыре безрезультативные игры. В регулярном чемпионате 2015/2016 провел на льду 58 игр, набрав 32 очка (12+20), в плей-офф очков не набрал. В регулярном чемпионате 2016/2017 нападающий провел 46 игр, забросив пять шайб и сделав 13 передач.
В сезоне 2017/2018 пополнил состав московского «Динамо».
Призывался в юниорскую сборную России, в составе которой в 2002 году стал серебряным призером чемпионата мира.

## Достижения
Серебряный призёр чемпионата мира среди юниоров (2002 год) — 8 матчей, 2 шайбы, 9 передач